# Grandpa in My Pocket
Pequeno Grande Avô (em inglês: Grandpa in My Pocket) é uma série Britânica  criada por Michael Carrington e produzida em HD, destinada a crianças com menos de 6 anos de idade que ainda frequentam creches e pré-escola. A série estreou pelo canal infantil da BBC, CBeebies em 10 de fevereiro de 2009, atualmente a atração é exibida no Brasil pelo canal Gloob.

## Sinopse
A história gira em torno de vovô, dono de uma boina mágica, que só o seu neto Jason Mason conhece.  Esta boina lhe permite encolher e ficar do tamanho de cerca de 4 ou 5 centímetros de altura, quando está em miniatura, o avô traz os brinquedos de Jason à vida e se envolve em várias confusões e através de uma narração de Jason muitas aventuras mágicas e experiências são contadas nos episódios. De acordo com a assessoria de imprensa da BBC, "Pequeno Grande Avô explora a relação muito importante entre netos e avós, e como elas são transformadase  fantasiadas na cabeça das crianças mais novas".
O programa se passa em uma localização fictícia chamada "Sunnysands".  As cenas externas são filmadas em locações nas cidades de Southwold e Aldeburgh no condado histórico de Suffolk que fica no leste da Inglaterra. A casa da familia Mason está em Crabbe Street, Aldeburgh. O cais e o farol estão em Southwold. A loja de bicicletas fica em Walberswick .

## Personagens
- Vovô ( James Bolam )
- Jason Mason ( Jay Ruckley )
- Mãe (Zara Ramm)
- Pai (Sam Ellis)
- Jemima Mason (Josie Cabo)
- Sr. Whoops (Steve Elias)
- Beowulf (Tinkerbell) (cão)
- tia-avó Loretta ( Susan Jameson )
- Troy ( Shaheen Jafargholi )
- Senhorita Smiley (Lorna Laidlaw)
- Sr. Motociclista Liker ( Phil Gallagher )
- Pai do Troy (David Davies)
- Lady Prigsbottom ( Liza Goddard )
- Princesa Purpelovna ( Rula Lenska )
- Igor (David Kendall)
- Sr. Krumpgrumble (Brian Herring)
- Senhorita Snip (Heather Williams)
- Bebê Boris (Izaak Jameson-Lis)
- Sr. Hackitt (Simon Lys)
- Josh (Arthur Byrne)
- Bubbles (Babá de Jason e Jemima) (Franks Elizabeth)
- Sr. Marvelloso (Sam Ellis)
- Primo Alvin (Harry Jackson)
- Senhorita Pointy-Pencil ( Meera Syal )
- Speedie Edie (Alex Tregear)
- Horatio Heave Ho (David Rintoul)
- Senhor Shipshape ( Alex Jennings )
- Sra. Maridadi ( Vivien Heilbron )
- Rodger Splodger ( Sanjeev Bhaskar )
- Sr. Mentor (Alan McMahon)
- O avô Gilbert ( Geoffrey Palmer )
- Dora (Maia Tamrakar)
- Shanay (Paaras Bhardwaj)
- Floyd (Luke Perry)
- Max (Benjamin Greaves-Neal)
- Sra. McWhiskit
- Brenda Balderdash
- Bernard Balderdash
- Madame Vibrato ( Anne Reid )
- Lenora ( Sian Thomas )
- Squeak (Tommy) (hamster)
- Sr. Scoffbucket (Oscar) (cabra)

## A Familia Mason
- O Sr. Mason, mas conhecido na série apenas como "pai" trabalha em uma loja de bicicletas.  Ele é muito esquecido e é um típico pai chato.
- Sra. Mason, mas conhecida na série apenas como "Mãe" é uma dona de casa e a filha do vovô, personagem principal na série
- Jason Mason é o personagem principal (além do vovô) na série.  Só ele sabe sobre a boina de encolhimento do vovô e tem de lidar sozinho com os problemas e consequências que isso traz.
- Jemima Mason é a irmã mais velha de Jason.  Ela adora rosa e todos os seus presentes de aniversário são rosa.
- Vovô é o que a maioria das pessoas vê como um avô comum, mas na verdade, ele possui uma boina mágica de encolhimento.
- A tia-avó Loretta é irmã do vovô. Ela é mandona e irritante e muitas vezes vem para ficar.
- Beowulf é o cachorro do vovô.

## Prêmios
- Prémios BAFTA infantil 2009
- Prémios BAFTA infantil 2010
- Prémios BAFTA infantil 2011 
  - Indicado como Melhor live-action para crianças da Pré-Escola
- Prêmios BAFTA - País de Gales 2010 
  - Melhor Programa Infantil - vencedor

## Ligações Externas
- «Sítio oficial»
- «Pequeno Grande Avô no Gloob»
- Grandpa in My Pocket. no IMDb.